# Bowl cut

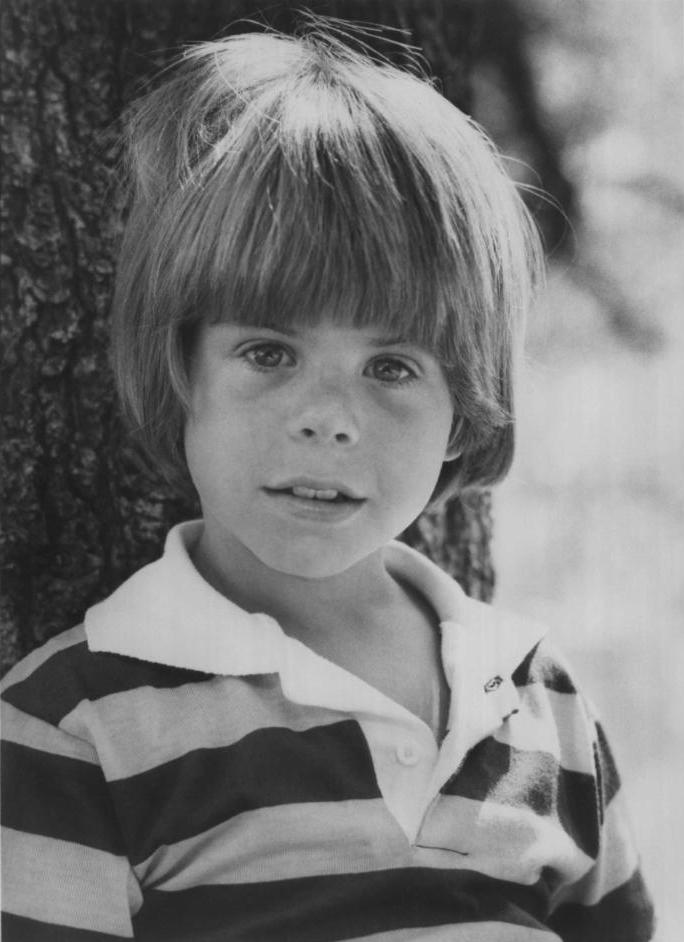
O ator Adam Rich com um bowl cut

Um bowl cut (corte de tigela), ou mushroom cut (corte de cogumelo), é um simples corte de cabelo onde o cabelo da frente é cortado com uma franja reta  e o resto do cabelo é deixado mais longo, o mesmo comprimento ao redor da circunferência, ou os lados e as costas são cortados no mesmo comprimento curto.
Chama-se isso porque parece que alguém colocou uma tigela na cabeça (e às vezes o fez) e depois cortou ou aparou o cabelo para um comprimento menor.